# كارينيون (كيبك)
كارينيون (بالإنجليزية: Carignan, Quebec)‏ هي بلدية محلية في كيبيك تقع في كندا في La Vallée-du-Richelieu Regional County Municipality. يقدر عدد سكانها بـ 7,966 نسمة ومساحتها 65.20 كم2.